# 倉掛山
倉掛山（くらかけやま）は、山梨県山梨市と甲州市との境にある標高1,776.5メートルの山である。奥秩父の山域の一つ。
柳沢峠から入ると三窪高原の先にある山。頂上から広瀬湖を見下ろせる。

## 周辺
- 白沢峠
- 墨川山
- 三窪高原